# Александра и Константин
Александра и Константин (A&K; бел. Аляксандра і Канстанцін) — белорусский музыкальный дуэт, представители Беларуси на конкурсе песни Евровидение 2004.

## История
В состав дуэта входят Александра Кирсанова (Александра; бел. Аляксандра Кірсанава) и  Константин Драпезо (Константин; бел. Канстанцін Драпеза). Коллектив создан в 1998 году в городе Борисове. Первоначально репертуар исполнителей состоял из кавер-версий всемирно известных песен, а с 1999 года музыканты стали работать в стиле модерн-фолк и записывать собственный материал. В 2000 году A&K стали лауреатами телевизионного конкурса молодых эстрадный артистов «Зорная ростань», и в качестве главного приза получили 100 часов записи в студии Белтелерадиокомпании.
В 2001 году был выпущен альбом «За ліхімі за маразамі». С того момента началась звёздная карьера дуэта: группа выступает в России, Беларуси, Польше и др. странах, а также становится лауреатом многих международных конкурсов и фестивалей: «Славянский базар в Витебске-2002» (Беларусь), «Ethnosfera-2002» (Польша), «Астана-2003» (Казахстан), «Palangos Gaida-2005» (Литва), «Discovery-2006» (Болгария). Дуэт Александры и Константина был признан лучшим фолк-коллективом 2004 года по результатам фестиваля «На скрыжаваннях Еўропы» на Первом национальном телеканале.
В 2004 A&K получили возможность представить Беларусь на конкурсе песни Евровидение 2004 с песней «My Galileo», став первыми представителями от своей страны на этом конкурсе.

## Дискография
- За ліхімі за маразамі («Ковчег», 2001)
- Сойка (2003)
- A&K Лепшае (West Records, 2004)
- Аўтаномная Навігацыя (West Records, 2006)
- Ключы златыя (Vigma, 2010)
- М1 (Vigma, 2013)[3]

### EP
- My Galileo. The Best (2004)
- Масьленіца (2011)[4]